# Verfassungberatende Landesversammlung (Groß-Hessen)
- KPD: 7
- SPD: 42
- LDP: 6
- CDU: 35

Die Verfassungberatende Landesversammlung Groß-Hessens tagte vom 15. Juli bis 30. November 1946 und hatte die Aufgabe, den Entwurf einer Verfassung des Landes Groß-Hessen auszuarbeiten. Er  sollte nach Genehmigung durch die amerikanischen Militärregierung und Annahme in einer Volksabstimmung in Kraft treten. Auf die Gestaltung der Verfassung nahm die amerikanische Militärregierung durch einige allgemeine Vorgaben und in Einzelfällen auch auf Inhalt und Fassung einzelner Verfassungsartikel Einfluss.

## Wahl
Grundlage für die Wahl der Verfassungberatenden Landesversammlung war das vom Vorbereitenden Verfassungsausschuss (Groß-Hessen) ausgearbeitete "Wahlgesetz für die verfassungberatende Groß-Hessische Landesversammlung", das am 5. Mai 1946 von der amerikanischen Militärregierung gebilligt, am 16. Mai 1946 vom Groß-Hessischen Staatsministerium verabschiedet und am 5. Juni 1946 im Gesetz- und Verordnungsblatt für Groß-Hessen verkündet wurde. Gemäß diesem Gesetz erfolgte die Wahl zur Verfassungberatenden Landesversammlung am 30. Juni 1946. Es war die erste landesweite freie Wahl nach dem Zweiten Weltkrieg. Mit der Wahl endete das Mandat des Vorbereitenden Verfassungsausschusses (Groß-Hessen) und des als eine Art Vorparlament agierenden Beratenden Landesausschusses.
Von den 90 Sitzen wurden 64 Sitze aus den Kreiswahlvorschlägen aufgrund der in den Regierungsbezirken erzielten Stimmen und 26 aufgrund der Landeswahlvorschläge vergeben. 6,5 % der möglichen Wahlberechtigten waren aus politischen Gründen nicht wahlberechtigt. Die Wahlbeteiligung betrug 71 %.
Die Wahl wurde von der SPD gewonnen, die jedoch eine absolute Mehrheit verpasste. Rechnerische Mehrheiten waren sowohl mit der CDU, der KPD als auch mit der LDP gegeben.
| Fraktion | Sitze |
| -------- | ----- |
| SPD      | 42    |
| CDU      | 35    |
| KPD      | 7     |
| LDP      | 6     |
| gesamt   | 90    |

## Arbeit
Die konstituierende Sitzung der Landesversammlung fand am 15. Juli 1946 in der Aula des Realgymnasiums Oranienstraße in Wiesbaden unter dem Vorsitz des Alterspräsidenten Siegfried Ruhl statt. Die Versammlung wählte fast einstimmig Otto Witte (SPD) als Präsidenten und (per Akklamation) Cuno Raabe (CDU) sowie Leo Bauer (KPD) zu Vizepräsidenten.
Basis der Arbeit war ein Verfassungsentwurf, den der Verfassungsausschuss aus 29 Abgeordneten, den die Landesversammlung gewählt hatte, erarbeitet hatte. Inhalte und Konflikte um die Verfassung sind im Verfassungsartikel dargestellt. Die Landesversammlung beriet den Entwurf in drei Lesungen, zuletzt am 20. Oktober 1946. Am 29. Oktober 1946 genehmigte der stellvertretende amerikanische Militärgouverneur General Clay den Entwurf, machte dabei in vier weniger bedeutsamen Punkten Änderungen zur Auflage und verlangte neben der Volksabstimmung über die Verfassung eine gesonderte Abstimmung über den Sozialisierungsartikel 41. Die Verfassungberatende Landesversammlung beschloss den Entwurf am selben Tag. Am 1. Dezember 1946 fand die Volksabstimmung über die Verfassung des Landes Hessen statt: die Wähler stimmten mit 76,4 % für die Gesamtverfassung und mit 72 % für den Artikel 41.